# Il figlio sbagliato
Il figlio sbagliato (titolo originale: Gökungen è un romanzo giallo della scrittrice svedese Camilla Läckberg pubblicato in Svezia nel 2022. È l'undicesimo libro della serie che ha per protagonisti la scrittrice Erica Falck e il poliziotto Patrik Hedström.
Il libro è stato tradotto in finlandese, tedesco, danese, spagnolo, olandese, norvegese, portoghese, sloveno, polacco, oltre che in italiano.

## Trama
Erica e Patrik partecipano alla festa per le nozze d'oro di Henning e Elisabeth Bauer: sono stati invitati da Louise, amica di Erica e nuora dei festeggiati. L'evento è inoltre in prossimità dell'assegnazione del Premio Nobel per la letteratura, cui Henning è candidato; risulta perciò piuttosto strano che l'unico a rifiutare di parteciparvi sia Rolf, un geniale fotografo, amico dei Bauer sin dalla giovinezza. Il mattino dopo Rolf è trovato ucciso nella galleria dove stava preparando la sua prossima mostra, proprio vicina all'hotel dove si è tenuta la festa. Tra gli invitati, nessuno ha notato o ricordato alcun particolare, perché quasi tutti si sono ubriacati.
Con la morte di Rolf, i Bauer che vivono su un'isola e hanno già altri ospiti, accolgono anche Vivian, la vedova dell'amico. Tuttavia, il mattino seguente, si scopre un massacro nella camera di Louise e Peter, dove quest'ultimo si era coricato con i figli Max e William. I tre sono stati uccisi da alcuni colpi di pistola che nessuno ha udito. Louise aveva dormito sul divano e probabilmente è scampata alla carneficina. Il fratello di Peter, Rickard, stava con la moglie nella stanza accanto e tutti i sospetti gravano su di lui. Viene arrestato quando la sua camicia è rinvenuta lorda di sangue. Antipatico, sempre alla ricerca di denaro, Rickard ha tutte le caratteristiche del colpevole (tra l'altro, alla festa aveva tenuto un discorso molto offensivo indirizzato al padre); eppure Patrik Hedström, unico tra gli investigatori, dubita di questa soluzione. Tra l'altro, emerge che Rickard non è figlio di Henning, ma di Rolf, e che non sembra avere un movente neppure per la morte di Peter e i suoi bambini.
Nel frattempo Erica sta cercando il soggetto per un nuovo libro e, prima della festa, Vivian le aveva suggerito di parlare con Rolf, a proposito di un vecchio omicidio, mai chiarito. Dalla stessa Vivian, Erica scopre la morte di Lola con la figlia Pytte di sei anni, nell'incendio della loro casa, all'inizio degli anni Ottanta. Lola era transessuale ed era stata ripudiata dalla sua famiglia. All'epoca, faceva parte del circolo dei Bauer, di Rolf e Ester (sua moglie in seguito deceduta) e di Ole e Susanne, tutti intellettuali fondatori di un circolo culturale: il Blanche. Lola sperava di diventare scrittrice. Quanto alla famiglia materna della piccola Pytte, c'era una nonna, a quei tempi tossicodipendente. Ora l'anziana signora si è ripresa, vive con un altro nipote, Viktor (disabile) e accoglie con gioia Erica che l'ha rintracciata, ma non ha molto da dire.
Quando Erica scopre che la mostra allestita da Rolf era dedicata a Lola, comprende che dall'antica vicenda sono scaturiti i delitti recenti. Il fotografo è risultato malato di cancro terminale e voleva rendere una testimonianza: Lola era morta per due colpi di arma da fuoco e non per l'incendio, e le autorità non avevano esitato a chiudere il caso. E così Erica, andata più a fondo della faccenda, scopre che con Lola non è morta Pytte, ma un maschietto della stessa età. Ormai è chiaro chi sia la figlia di Lola e dove trovarla, ma Erica corre un grandissimo pericolo e mette in allerta Patrik, il quale si precipita con tutti i colleghi a casa Bauer.
Qui Louise tiene sotto tiro i suoceri e non esita a confessare che, oltre al marito e i bambini, ha ucciso anche la prima moglie di Peter per insinuarsi nella famiglia. Ha anche divulgato certe azioni criminose del Blanche e, da ultimo, ha massacrato i suoi stessi genitori. Ha fatto tutto ciò per vendicare Lola, la cui sorella ha adottato Louise e fatto insabbiare la verità. L'accusa più grave di Louise è verso Henning che, impadronitosi con la forza dei quaderni di Lola, le aveva rubato l'opera letteraria, in seguito pubblicata come sua. Henning cade in preda a un malore, Louise però non è invulnerabile ed Elisabeth riesce a sottrarle la pistola e spararle nel petto. La pluriomicida sopravviverà e si assumerà tutti i crimini (Peter, i bambini, Cecily, i suoi genitori adottivi) e anche la morte di Rolf, opera di Elisabeth, la quale in cambio ha promesso di riabilitare Lola e di pubblicare i suoi scritti.

## Personaggi
- Erica Falck: scrittrice.

Stazione di polizia di Tanumshede
- Patrik Hedström: detective.
- Martin Molin: detective.
- Gösta Flygare: detective.
- Annika Jansson: segretaria.
- Paula Morales: detective.
- Bertil Mellberg: commissario.

Famiglia Stenklo
- Rolf: fotografo di grande fama.
- Vivian: seconda moglie di Rolf.
- Ester: prima moglie di Rolf, deceduta.

Famiglia Bauer
- Elisabeth Bauer: proprietaria di una casa editrice ricca e prestigiosa.
- Henning: marito di Elisabeth, scrittore, porta il nome della moglie.
- Peter: primogenito di Henning e Elisabeth.
- Cecily: prima moglie di Peter e madre dei suoi figli: morta in un incidente sulla strada.
- Max e William: figli di Peter e Cecily (l'età non è precisata, ma hanno meno di dieci anni).
- Rickard: secondogenito di Henning e Elisabeth, scioperato, non fa che sprecare denaro non suo.
- Tilde: moglie spendacciona di Rickard; non hanno figli.
- Louise: seconda moglie di Peter e segretaria di Henning.

Famiglia Berggren
- Lola (Lars Christer): figlia ripudiata a causa della sua identità di genere.
- Pytte (Julia): figlia di Lola (padre) e Monica Sohlberg, morta di parto.
- Birgitta Sohlberg: anziana madre di Monica, vive con Viktor, giovane con la sindrome di Down (è figlio dell'altra sua figlia Ingela).

Altri
- Susanne Hovland: membro dell'Accademia di Svezia.
- Ole Hovland: marito di Susanne.
- Lussan e Pierre: genitori di Louise.

## Edizioni in italiano
- Camilla Läckberg, Il figlio sbagliato, traduzione dallo svedese di Laura Cangemi, collana Farfalle n.371, Venezia: Marsilio, 2023, ISBN 978-88-297-0859-8